# جيرالدين فيسواناثان
جيرالدين فيسواناثان ( /ˌvɪswəˈnɑːθən/ VISS-wə-NAH-thən .  ولدت بتاريخ 20 يونيو 1995)  هي ممثلة أسترالية. اكتسبت اهتمامًا بدور كايلا في فيلم محاصرون 2018 ، 

## الحياة الشخصية
والد جيرالدين، سوريش فيسواناثان ينحدر من أصول تايميلية الماليزية وأمها أنجا رايث من سويسرا .  

## الأعمال

### الأفلام
| عام  | عنوان                | وظيفة              | ملاحظات              |
| ---- | -------------------- | ------------------ | -------------------- |
| 2016 | ايمو الموسيقية       | جمالى              |                      |
| 2016 | كل خلل اللعب!        | فيزي               |                      |
| 2018 | الحاصرات             | كايلا مانيس        |                      |
| 2018 | حزمة                 | بيكي أبيلار        |                      |
| 2019 | هاله                 | هالة مسعود         |                      |
| 2019 | تعليم سيئ            | راشيل بهارجافا     |                      |
| 2020 | معرض القلوب المكسورة | لوسي جاليفر        | مرحلة ما بعد الإنتاج |
| 2021 | الدمدمة              | ويني ماكيفوي (صوت) | في الانتاج           |

### التلفاز
| عام                   | عنوان               | وظيفة                                                      | ملاحظات                               |
| --------------------- | ------------------- | ---------------------------------------------------------- | ------------------------------------- |
| 2015                  | الملائكة المفقودة   | ساره                                                       |                                       |
| 2017                  | خطأ Y2K             | أديسون                                                     |                                       |
| 2017                  | جانيت كينج          | بوني ماهيش                                                 | دور متكرر (سلسلة 3) 8 حلقات           |
| 2018                  | كماشة خليج ديد بيرد |                                                            |                                       |
| 2019 إلى الوقت الحاضر | عمال المعجزات       | إليزا (الموسم 1) </br> الكسندرا "ألي" شيتشوفيلر (الموسم 2) | فريق التمثيل الرئيسي                  |
| 2019-2020             | بوجاك هورسمان       | تاوني (صوت)                                                | دور متكرر ( الموسم السادس ) ، 3 حلقات |

## روابط خارجية
- جيرالدين فيسواناثان على موقع IMDb (الإنجليزية)
- جيرالدين فيسواناثان على موقع قاعدة بيانات الفيلم (الإنجليزية)